# Reg Barnett
Reginald Arnold „Reg“ Barnett (* 15. Oktober 1945 in Eltham) ist ein ehemaliger britischer Radsportler und Teilnehmer an den Olympischen Sommerspielen 1968 in Mexiko-Stadt.

## Sportliche Laufbahn
Reg Barnett startete seine sportliche Laufbahn als Fußballer bei Crystal Palace FC, bevor er mit etwa 15 Jahren zum Radsport wechselte. 1963 bestritt er Straßenrennen für das britische Junioren-Nationalteam.
1965 gewann Barnett die White Hope Sprint Trophy auf der Radrennbahn Herne Hill, ein renommiertestes Sprintturnier für britische Nachwuchsfahrer, das seit 1948 ausgetragen wird. Bei den Commonwealth Games 1966 in Kingston und belegte er für England Platz fünf im Sprint. Ende 1965 übersiedelte er in die Niederlande, um dort und in Deutschland mehr Startmöglichkeiten zu haben. 1967 hatte er sein bestes Ergebnis bei den UCI-Weltmeisterschaften, als er im Sprint nach mehreren Hoffnungsläufen bis ins Viertelfinale vordrang und erst dort gegen den Italiener Luigi Borghetti (späterer Dritter der WM) ausschied. 1967 bot ihm Tom Simpson an, ihm einen Vertrag beim Peugeot-Team zu vermitteln. Barnet lehnte aber ab, da er unbedingt an den Olympischen Spielen 1968 in Mexiko-Stadt teilnehmen wollte.
1967 und 1968 wurde Barnett britischer Amateur-Meister im Sprint. Er startete bei den Olympischen Spielen 1968 in Mexiko und schied in einem Hoffnungslauf des Achtelfinales im Sprint aus. Während der Olympischen Spiele erhielt er erneut ein Angebot (diesmal von Guido Costa, dem italienischen Trainer) zum Team Filotex nach Italien zu wechseln. Auch dies lehnte er ab. Stattdessen wurde er in Großbritannien Berufsfahrer beim Team Holdsworth-Campagnolo. 1969 und 1970 wurde dann er britischer Meister im Steherrennen. Schon nach einem Jahr wechselte er zum Clive Stuart Team, was er später als einen großen Fehler bezeichnete. 1971 wurde er vom britischen Verband für die Starts im Bahnsprint als auch im Straßenrennen nominiert. Nach dem Straßenrennen war er allerdings so ausgebrannt, dass er auf die Bahnwettkämpfe verzichtete. 1972 und 1973 wurde er erneut nationaler Sprint-Meister. Anschließend bestritt er bis 1977 hauptsächlich heimische Straßenrennen. Bei seinen Renneinsätzen auf der Straße war er besonders stolz darauf, bei der Teilnahme an der Tour de Suisse 1971 an der Seite etlicher bekannter Spitzenfahrer über die Berge gekommen zu sein. Im Endklassement belegte er den 20. Rang. Bis zum Ende seiner Laufbahn wechselte er noch mehrmals in andere britische Teams, konnte aber kaum von den vertraglich vereinbarten Einkünften leben, so dass er neben dem Radsport im Stahlwerk arbeitete und schließlich 1977 ganz mit dem Radsport aufhörte.
Er startete mehrfach bei Sechstagerennen, ohne sich jedoch im Vorderfeld platzieren zu können. So etwa beim Sechstagerennen 1973 in Wembley, wo er gemeinsam mit Trevor Bull mit 70 Runden Rückstand auf die Sieger Letzter wurde.

## Erfolge
1967
- Britischer Amateur-Meister – Sprint

1968
- Britischer Amateur-Meister – Sprint

1969
- Britischer Meister – Sprint

1970
- Britischer Meister – Sprint

1971
- Britischer Meister – Steherrennen

1972
- Britischer Meister – Sprint

1973
- Britischer Meister – Sprint